# Liste des épouses des comtes et ducs de Brabant
Pour les articles homonymes, voir Brabant.

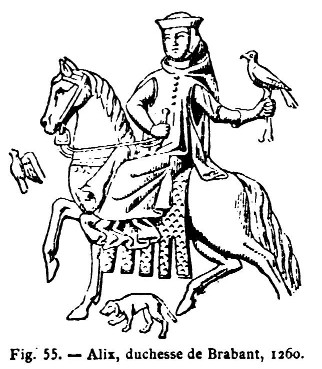
Fondatrice de la communauté religieuse de Val Duchesse

Accordant la prééminence aux ducs, les historiens belge s'étant penché sur l'histoire du Brabant se sont montrés plus discrets avec leurs épouses, même si certaines, en raison de leurs qualités personnelles ou de circonstances particulières ont pu jouer un rôle déterminant pour la royauté. Toutes ont porté le titre de comtesse puis de duchesse par mariage.

## Maison de Louvain (1095-1406)

### Comtesses de Brabant (1095-1183)
| Nom (dates)                        | Conjoint(s)                                                                           | Titres                                                                                        | Eléments biographiques |
| ---------------------------------- | ------------------------------------------------------------------------------------- | --------------------------------------------------------------------------------------------- | --- |
| Ida de Chiny (1078-1117)           | - Godefroid Ier de Louvain (mariage en 1099)                                          | - Comtesse de Louvain et de Brabant (1099-1117)                                               | - Princesse de la Maison de Chiny. fille d'Othon II de Chiny et d'Adélaïde de Namur. - Mère de Godefroid II de Louvain et d'Adélaïde de Louvain.                       |
| Clémence de Bourgogne (1078-1133)  | - Robert II de Flandre (mariage en 1090) - Godefroid Ier de Louvain (mariage en 1125) | - Comtesse de Flandre (1093-1111) - Comtesse de Louvain et de Brabant (1125-1133)             | - Princesse de la Maison d'Ivrée. Fille de Guillaume Ier de Bourgogne et d'Étiennette de Bourgogne. - Mère de Baudouin VII de Flandre.                                 |
| Lutgarde de Soulzbach (1109-1163)  | - Godefroid II de Louvain (mariage en 1139) - Hugues II de Metz (mariage en 1143)     | - Comtesse de Louvain et de Brabant (1139-1142) - Comtesse d’Eguisheim et de Dabo (1143-1163) | - Princesse de la Maison de Soulzbach. Fille de Bérengar II de Soulzbach et d'Adélaïde de Lechsgemünd. - Mère de Godefroid III de Louvain et d'Albert II de Dabo-Moha. |
| Marguerite de Limbourg (1135-1172) | - Godefroid III de Louvain (mariage en 1155)                                          | - Comtesse de Louvain et de Brabant (1155-1172)                                               | - Princesse de la Maison d'Ardenne. Fille d'Henri II de Limbourg et de Mathilde de Saffenberg. - Mère d'Henri Ier de Brabant et d'Albert de Louvain.                   |
| Imaine de Looz (?-1214)            | - Godefroid III de Louvain (mariage en 1180)                                          | - Comtesse de Louvain et de de Brabant (1180-1190)                                            | - Princesse de la Maison de Looz. Fille de Louis Ier de Looz et d'Agnès de Metz.                                                                                       |

### Duchesses de Brabant (1183-1406)
| Portrait | Nom (dates)                          | Conjoint(s)                                                                                 | Titres | Eléments biographiques |
| -------- | ------------------------------------ | ------------------------------------------------------------------------------------------- | --- | --- |
|          | Mathilde de Boulogne (1170-1210)     | - Henri Ier de Brabant (mariage en 1179)                                                    | - Duchesse de Brabant (1183-1210) | - Princesse de la Maison de Lorraine. Fille de Mathieu d'Alsace et de Marie de Boulogne. - Mère de Marie de Brabant, d'Adélaïde de Brabant, de Mathilde de Brabant et d'Henri II de Brabant.                  |
|          | Marie de France (1198-1224)          | - Philippe Ier de Namur (mariage en 1206) - Henri Ier de Brabant (mariage en 1213)          | - Comtesse de Namur (1206-1212) - Duchesse de Brabant (1213-1224)                                                                       | - Princesse de la dynastie capétienne. Fille de Philippe II Auguste de France, et d'Agnès de Méranie. - Mère d'Élisabeth de Brabant.                                                                          |
|          | Sophie de Thuringe (1224-1275)       | - Henri II de Brabant (mariage en 1240)                                                     | - Duchesse de Brabant (1240-1248) | - Princesse de la dynastie des Ludowinges. Fille de Louis IV de Thuringe et d'Élisabeth de Hongrie. - Mère d'Henri Ier de Hesse.                                                                              |
|          | Adélaïde de Bourgogne (1233-1273)    | - Henri III de Brabant (mariage en 1251)                                                    | - Duchesse de Brabant (1251-1261) | - Princesse de la Maison capétienne de Bourgogne. Fille d'Hugues IV de Bourgogne et de Yolande de Dreux. - Mère d'Henri IV de Brabant, de Jean Ier de Brabant, de Godefroy d'Aerschot et de Marie de Brabant. |
|          | Marguerite de France (1254-1272)     | - Jean Ier de Brabant (mariage en 1269)                                                     | - Duchesse de Brabant (1269-1272) | - Princesse de la dynastie capétienne. Fille de Louis IX de France et de Marguerite de Provence. |
|          | Marguerite de Dampierre (1251- 1285) | - Jean Ier de Brabant (mariage en 1273)                                                     | - Duchesse de Brabant (1273-1285) | - Princesse de la Maison de Dampierre. Fille de Gui de Dampierre et de Mahaut de Béthune. - Mère de Jean II de Brabant, de Marguerite de Brabant et de Marie de Brabant.                                      |
|          | Marguerite d'Angleterre (1275-1333)  | - Jean II de Brabant (mariage en 1290)                                                      | - Duchesse de Brabant (1294-1312) | - Princesse de la Maison Plantagenêt. Fille d'Édouard Ier d'Angleterre et d'Éléonore de Castille. - Mère de Jean III de Brabant.                                                                              |
|          | Marie d'Évreux (1303-1335)           | - Jean III de Brabant (mariage en 1311)                                                     | - Duchesse de Brabant (1312-1335) | - Princesse de la Maison capétienne d'Évreux. Fille de Louis d'Évreux et de Marguerite d'Artois. - Mère de Jeanne de Brabant, de Marguerite de Brabant et de Marie de Brabant.                                |
|          | Jeanne de Brabant (1322-1406)        | - Guillaume II de Hainaut (mariage en 1334) - Venceslas Ier de Luxembourg (mariage en 1352) | - Comtesse de Hainaut et de Hollande (1337-1345) - Duchesse de Luxembourg (1353-1383) - Duchesse de Brabant (de plein droit, 1355-1406) | - Princesse de la Maison de Louvain. Fille de Jean III de Brabant et de Marie d'Évreux. |

Après la mort de Jeanne, en 1406, le duché tombe sous la sphère d'influence de la puissante Maison de Bourgogne. En 1430, lorsque le duc du Brabant, Philippe de Saint-Pol, meurt sans héritiers légitimes, le duché perd définitivement son autonomie : son cousin Philippe le Bon, qui est déjà duc de Bourgogne, devient alors duc du Brabant.

## Maison de Valois-Bourgogne (1406-1482)
| Portrait | Nom (dates)                             | Conjoint(s) | Titres | Eléments biographiques | Armoiries |
| -------- | --------------------------------------- | --- | --- | --- | --------- |
|          | Jeanne de Luxembourg-Saint-Pol (?-1407) | - Antoine de Brabant (mariage en 1402) | - Comtesse de Rethel (1405-1406) - Duchesse de Brabant (1406-1407) | - Princesse de la Maison de Luxembourg. Fille de Waléran III de Luxembourg-Ligny et de Maud Holland. - Mère de Jean IV de Brabant et de Philippe de Saint-Pol.    |           |
|          | Élisabeth de Goerlitz (1390- 1451)      | - Antoine de Brabant (mariage en 1409) - Jean III de Bavière (mariage en 1418)                                                                             | - Duchesse de Brabant (1409-1415) - Duchesse engagère de Luxembourg (1411-1441) - Duchesse de Bavière-Straubing (1418-1424) | - Princesse de la Maison de Luxembourg. Fille de Jean de Goerlitz et de Catherine de Mecklembourg-Schwerin.                                                       |           |
|          | Jacqueline de Hainaut (1401-1436)       | - Jean de France (mariage en 1415) - Jean IV de Brabant (mariage en 1418) - Humphrey de Lancastre (mariage en 1423) - Frank van Borselen (mariage en 1432) | - Dauphine de Viennois et duchesse de Touraine (1415-1417) - Duchesse de Berry (1416-1417) - Comtesse de Hainaut, de Hollande et de Zélande (de plein droit, 1417-1433) - Duchesse de Brabant (1418-1422) - Duchesse de Gloucester et comtesse de Pembroke (1423-1428) | - Princesse de la Maison de Witteslsbach. Fille de Guillaume IV de Hainaut et de Marguerite de Bourgogne.                                                         |           |
|          | Isabelle de Portugal (1397-1471)        | - Philippe III de Bourgogne (mariage en 1430) | - Duchesse de Bourgogne, de Brabant et de Limbourg, comtesse de Flandre, de Bourgogne et de Namur (1430-1467) - Comtesse de Hollande, de Zélande et de Hainaut (1433-1467) - Duchesse de Luxembourg (1441-1467)                                                        | - Princesse de la Maison d'Aviz. Fille de Jean Ier de Portugal et de Philippa de Lancastre. - Mère de Charles le Téméraire.                                       |           |
|          | Marguerite d'York (1446-1503)           | - Charles le Téméraire (mariage en 1468) | - Duchesse de Bourgogne, de Brabant, de Luxembourg et de Limbourg, comtesse de Flandre, de Bourgogne, de Charolais, de Namur, de Hollande, de Zélande et de Hainaut (1468-1477) - Duchesse de Gueldre et comtesse de Zutphen (1473-1477)                               | - Princesse de la Maison d'York. Fille de Richard Plantagenêt et de Cécile Neville.                                                                               |           |
|          | Marie de Bourgogne (1457-1482)          | - Maximilien Ier du Saint-Empire (mariage en 1477) | - Duchesse de Bourgogne, de Luxembourg, de Gueldre, de Brabant et de Limbourg, comtesse de Flandre, de Bourgogne, de Charolais, de Zutphen, de Namur, de Hollande, de Zélande et de Hainaut (de plein droit, 1477-1482)                                                | - Princesse de la Maison de Valois-Bourgogne. Fille de Charles le Téméraire et d'Isabelle de Bourbon. - Mère de Philippe Ier le Beau et de Marguerite d'Autriche. |           |

## Maison de Habsbourg (1482-1700)
| Portrait | Nom (dates)                                    | Conjoint(s)                               | Titres | Eléments biographiques | Armoiries |
| -------- | ---------------------------------------------- | ----------------------------------------- | --- | --- | --------- |
|          | Jeanne Ire de Castille (1479-1555)             | - Philippe Ier le Beau (mariage en 1496)  | - Souveraine des Pays-Bas (1496-1506) - Reine de Castille (de plein droit, 1504-1555) - Reine d'Aragon, de Sicile et de Naples (de plein droit, 1516-1555)                                                              | - Princesse de la Maison de Trastamare. Fille de Ferdinand II d'Aragon et d’Isabelle Ire de Castille. - Mère d'Éléonore de Habsbourg, de Charles Quint, d'Isabelle d'Autriche, de Ferdinand Ier du Saint-Empire, de Marie de Hongrie et de Catherine de Castille. |           |
|          | Isabelle de Portugal (1503-1539)               | - Charles Quint (mariage en 1526)         | - Reine de Germanie (1526-1530) - Reine de Castille, d'Aragon, de Sicile et de Naples, souveraine des Pays-Bas (1526-1539) - Impératrice du Saint-Empire (1530-1539)                                                    | - Princesse de la Maison d'Aviz. Fille de Manuel Ier de Portugal et de Marie d'Aragon. - Mère de Philippe II d'Espagne, de Marie d'Autriche et de Jeanne d'Autriche.                                                                                              |           |
|          | Marie Ire d'Angleterre (1516-1558)             | - Philippe II d'Espagne (mariage en 1554) | - Reine d'Angleterre et d'Irlande (de plein droit, 1553-1558) - Princesse des Asturies (1554-1556) - Reine de Naples et de Sicile, duchesse de Milan (1554-1558) - Reine d'Espagne, souveraine des Pays-Bas (1556-1558) | - Princesse de la Maison Tudor. Fille d'Henri VIII d'Angleterre et de Catherine d'Aragon. |           |
|          | Élisabeth de France (1545-1568)                | - Philippe II d'Espagne (mariage en 1559) | - Reine d'Espagne, de Naples et de Sicile, duchesse de Milan, souveraine des Pays-Bas (1559-1568) | - Princesse de la Maison de Valois. Fille d'Henri II de France et de Catherine de Médicis. - Mère d'Isabelle-Claire-Eugénie d'Autriche et de Catherine-Michelle d'Autriche.                                                                                       |           |
|          | Anne d'Autriche (1549-1580)                    | - Philippe II d'Espagne (mariage en 1570) | - Reine d'Espagne, de Naples et de Sicile, duchesse de Milan, souveraine des Pays-Bas (1570-1580) | - Princesse de la Maison de Habsbourg. Fille de Maximilien II du Saint-Empire et de Marie d'Autriche. - Mère de Ferdinand d'Autriche, de Diègue d'Autriche et de Philippe III d'Espagne.                                                                          |           |
|          | Isabelle-Claire-Eugénie d'Autriche (1566-1633) | - Albert d'Autriche (mariage en 1598)     | - Souveraine des Pays-Bas espagnols (1598-1621) - Gouvernante des Pays-Bas espagnols (1621-1633) | - Princesse de la Maison de Habsbourg. Fille de Philippe II d'Espagne et d'Élisabeth de France. |           |
|          | Élisabeth de France (1602-1644)                | - Philippe IV d'Espagne (mariage en 1615) | - Princesse des Asturies (1615-1621) - Reine d'Espagne, de Portugal, de Naples et de Sicile, duchesse de Milan, souveraine des Pays-Bas (1621-1644)                                                                     | - Princesse de la Maison de Bourbon. Fille d'Henri IV de France et de Marie de Médicis. - Mère de Balthazar-Charles d'Autriche et de Marie-Thérèse d'Autriche. |           |
|          | Marie-Anne d'Autriche (1634-1696)              | - Philippe IV d'Espagne (mariage en 1649) | - Reine d'Espagne, de Portugal, de Naples et de Sicile, duchesse de Milan, souveraine des Pays-Bas (1649-1665) - Régente du royaume d'Espagne (1665-1675)                                                               | - Princesse de la Maison de Habsbourg. Fille de Ferdinand III du Saint-Empire et de Marie-Anne d'Autriche. - Mère de Marguerite-Thérèse d'Autriche, de Philippe-Prosper d'Autriche et de Charles II d'Espagne.                                                    |           |
|          | Marie-Louise d'Orléans (1662-1689)             | - Charles II d'Espagne (mariage en 1679)  | - Reine d'Espagne, de Portugal, de Naples et de Sicile, duchesse de Milan, souveraine des Pays-Bas (1679-1689) | - Princesse de la Maison d'Orléans. Fille de Philippe d’Orléans et d'Henriette d'Angleterre. |           |
|          | Marie-Anne de Neubourg (1667-1740)             | - Charles II d'Espagne (mariage en 1690)  | - Reine d'Espagne, de Portugal, de Naples et de Sicile, duchesse de Milan, souveraine des Pays-Bas (1690-1700) | - Princesse de la Maison de Witteslsbach. Fille de Philippe-Guillaume de Neubourg, et d'Élisabeth-Amélie de Hesse-Darmstadt. |           |

## Maison de Bourbon (1700-1706)
| Portrait | Nom (dates)                                  | Conjoint(s)                              | Titres | Eléments biographiques | Armoiries |
| -------- | -------------------------------------------- | ---------------------------------------- | --- | --- | --------- |
|          | Marie-Louise-Gabrielle de Savoie (1688-1714) | - Philippe V d'Espagne (mariage en 1701) | - Reine d'Espagne et duchesse de Milan (1701-1714) - Reine de Naples, de Sicile et de Sardaigne (1701-1713) - Souveraine des Pays-Bas (1701-1710) | - Princesse de la Maison de Savoie. Fille de Victor-Amédée II de Savoie et d'Anne-Marie d'Orléans. - Mère de Louis Ier d'Espagne et de Ferdinand VI d'Espagne. |           |

## Maison de Habsbourg (1706-1780)
| Portrait | Nom (dates)                                               | Conjoint(s)                                      | Titres | Eléments biographiques | Armoiries |
| -------- | --------------------------------------------------------- | ------------------------------------------------ | --- | --- | --------- |
|          | Élisabeth-Christine de Brunswick-Wolfenbüttel (1691-1750) | - Charles VI du Saint-Empire (mariage en 1708)   | - Impératrice du Saint-Empire, reine de Germanie, de Hongrie et de Bohême, archiduchesse d'Autriche (1711-1740) - Duchesse de Milan (1714-1740) - Souveraine des Pays-Bas (1715-1740) - Duchesse de Parme (1735-1740) | - Princesse de la Maison de Brunswick. fille de Louis-Rodolphe de Brunswick-Wolfenbüttel et de Christine-Louise d'Oettingen-Oettingen. - Mère de Marie-Thérèse d'Autriche et de Marie-Anne d'Autriche. |           |
|          | Marie-Thérèse d'Autriche (1717-1780)                      | - François Ier du Saint-Empire (mariage en 1736) | - Duchesse de Lorraine (1736-1737) - Grande-duchesse de Toscane (1737-1765) - Reine de Hongrie et de Bohême, archiduchesse d'Autriche, duchesse de Milan, souveraine des Pays-Bas (de plein droit, 1740-1780) - Duchesse de Parme et de Plaisance (de plein droit, 1740-1748) - Impératrice du Saint-Empire, reine de Germanie (1745-1765) | - Princesse de la Maison de Habsbourg. Fille de Charles VI du Saint-Empire et d'Élisabeth-Christine de Brunswick-Wolfenbüttel. - Mère de Marie-Élisabeth d'Autriche, de Marie-Anne d'Autriche, de Marie-Caroline d'Autriche, de Joseph II du Saint-Empire, de Marie-Christine d'Autriche, de Marie-Élisabeth d'Autriche, de Charles Joseph d'Autriche, de Marie-Amélie d'Autriche, de Léopold II du Saint-Empire, de Marie-Caroline d'Autriche, de Marie-Jeanne-Gabrielle d'Autriche, de Marie-Josèphe d'Autriche, de Marie-Caroline d'Autriche, de Ferdinand d'Autriche-Este, de Marie-Antoinette d'Autriche et de Maximilien François d'Autriche. |           |

## Maison de Habsbourg-Lorraine (1780-1794)
| Portrait | Nom (dates)                                 | Conjoint(s)                                    | Titres | Eléments biographiques |
| -------- | ------------------------------------------- | ---------------------------------------------- | --- | --- |
|          | Marie-Louise d'Espagne (1745-1792)          | - Léopold II du Saint-Empire (mariage en 1765) | - Grande-duchesse de Toscane (1765-1790) - Impératrice du Saint-Empire, reine de Germanie, de Hongrie et de Bohême, archiduchesse d'Autriche, duchesse de Milan, souveraine des Pays-Bas (1790-1792)                                    | - Princesse de la Maison de Bourbon. Fille de Charles III d'Espagne et de Marie-Amélie de Saxe. - Mère de Marie-Thérèse d'Autriche, de François Ier d'Autriche, de Ferdinand III de Toscane, de Marie-Anne d'Autriche, de Charles-Louis d'Autriche-Teschen, d'Alexandre Léopold d'Autriche, de Joseph de Habsbourg-Lorraine, de Marie-Clémentine d'Autriche, d'Antoine-Victor d'Autriche, de Marie-Amélie d'Autriche, de Jean-Baptiste d'Autriche, de Rainier d'Autriche, de Louis d'Autriche et de Rodolphe d'Autriche. |
|          | Marie-Thérèse de Bourbon-Naples (1772-1807) | - François Ier d'Autriche (mariage en 1790)    | - Duchesse de Milan (1792-1796) - Souveraine des Pays-Bas (1792-1797) - Impératrice du Saint-Empire (1792-1806) - Archiduchesse d'Autriche (1792-1806) - Reine de Hongrie et de Bohême (1792-1807) - Impératrice d'Autriche (1804-1807) | - Princesse de la Maison de Bourbon-Siciles. Fille de Ferdinand Ier des Deux-Siciles et de Marie-Caroline d'Autriche. - Mère de Marie-Louise d'Autriche, de Ferdinand Ier d'Autriche, de Marie-Léopoldine d'Autriche, de Marie-Clémentine de Habsbourg, de Caroline de Habsbourg-Lorraine, de François-Charles d'Autriche et de Marie-Anne d'Autriche. |

## Princesses héritières ou épouses du prince héritier du Royaume de Belgique
À partir de la proclamation du Royaume de Belgique, le titre honorifique de duchesse de Brabant est porté par l'épouse du prince héritier, ou l'héritière, au trône de Belgique.
| Portrait | Nom (dates)                                       | Conjoint(s)                                 | Titres                                                           | Eléments biographiques | Armoiries |
| -------- | ------------------------------------------------- | ------------------------------------------- | ---------------------------------------------------------------- | --- | --------- |
|          | Marie-Henriette de Habsbourg-Lorraine (1836-1902) | - Léopold II de Belgique (mariage en 1853)  | - Duchesse de Brabant (1853-1865) - Reine des Belges (1865-1902) | - Princesse de la Maison de Habsbourg-Lorraine. Fille de Joseph de Habsbourg-Lorraine et de Dorothée de Wurtemberg. - Mère de Louise de Belgique, de Léopold de Belgique, de Stéphanie de Belgique et de Clémentine de Belgique. |           |
|          | Astrid de Suède (1905-1935)                       | - Léopold III de Belgique (mariage en 1926) | - Duchesse de Brabant (1926-1934) - Reine des Belges (1934-1935) | - Princesse de la Maison Bernadotte. Fille de Charles de Suède et d'Ingeborg de Danemark. - Mère de Joséphine-Charlotte de Belgique, de Baudouin de Belgique et d'Albert II de Belgique.                                         |           |
|          | Mathilde d'Udekem d'Acoz (1973-)                  | - Philippe de Belgique (mariage en 1999)    | - Duchesse de Brabant (1999-2013) - Reine des Belges (2013-)     | - Princesse de la Famille d'Udekem. Fille de Patrick d'Udekem d'Acoz et d'Anne Komorowska. - Mère d'Élisabeth de Belgique, de Gabriel de Belgique, d'Emmanuel de Belgique et d'Éléonore de Belgique.                             |           |
|          | Élisabeth de Belgique (2001-                      |                                             | - Duchesse de Brabant (héritière de plein droit, 2013-)          | - Princesse de la Maison de Belgique. Fille de Philippe de Belgique et de Mathilde d'Udekem d'Acoz. |           |